# Туганаев, Виктор Васильевич
Ви́ктор Васи́льевич Тугана́ев (28 февраля 1941, Алнаши, Удмуртская АССР) — советский и российский учёный, писатель, доктор биологических наук (1979), профессор (имеет данное звание с 1980 года) кафедры экологии и природопользования Удмуртского государственного университета.

## Биография
Родился 28 февраля 1941 года в селе Алнаши в семье колхозников. В 1963 году с отличием окончил факультет естествознания Удмуртского педагогического института и начал работать на кафедре ботаники в должности ассистента.
В 1964—1967 годах учился в аспирантуре Казанского университета, защитил кандидатскую диссертацию.
В 1974 году переехал в Ижевск и начал работать доцентом на кафедре ботаники Удмуртского университета. В этом же году поступил на работу в должности старшего научного сотрудника в Ленинградский университет для подготовки докторской диссертации. В 1976 году вернулся в Ижевск и был избран заведующим кафедрой ботаники УдГУ. В 1978 году защитил докторскую диссертацию.
В 1978—1981 годах работал заместителем декана биолого-химического факультета, в 1981—1989 годах — проректором по учебной работе УдГУ.
Виктор Васильевич — инициатор создания «Красной Книги УР». В 2000 году под его редакцией вышла энциклопедия «Удмуртская Республика». Член редакционного совета газеты «Наш мир», в течение 5 лет был также членом редсовета журнала РАН «Экология».
Подготовил 14 кандидатов и 1 доктора наук.

## Публикации
Виктор Туганаев — автор более 450 опубликованных работ на русском, удмуртском, английском и немецком языках, в том числе 22 книги. Главный редактор первой в Удмуртии энциклопедии «Удмуртская Республика» (1-е издание — 2001 год, 2-е издание — 2008 год).

## Награды и звания
- Почётный гражданин Ижевска (2005)[3].
- Почётный житель Алнашского района (2009).
- Медаль «За вклад в наследие народов России» (2002).
- Медаль им. Н. И. Вавилова (2009).
- Академик международной Академии информатизации (1994).
- Академик международной Академии экологии и безопасности жизнедеятельности (1997).
- Почётные грамоты Комитета по науке, высшему и среднему профессиональному образованию РФ (1996), Совета Министров УАССР (1991), Министерства образования УР (1992), Министерства лесного хозяйства УР (1999).
- Заслуженный деятель науки УАССР (1980).
- Заслуженный деятель науки РФ (1993).
- Отличник Высшей школы РФ (1989).
- Лауреат Государственной премии УР (1993, 2001).
- Лауреат премии Правительства УР (1999)[4].
- Член Координационного совета по проведению дней экологической безопасности и член Комиссии по присуждению Государственных премий УР.
- Депутат Ижевского городского совета (три созыва).